# Allotropa utilis
Allotropa utilis är en stekelart som beskrevs av Muesebeck 1939. Allotropa utilis ingår i släktet Allotropa och familjen gallmyggesteklar. Inga underarter finns listade i Catalogue of Life.